# Europeiska inomhusmästerskapen i friidrott 2023 – Herrarnas 60 meter
Herrarnas 60 meter vid europeiska inomhusmästerskapen i friidrott 2023 avgjordes den 4 mars 2023 på Ataköy Athletics Arena i Istanbul i Turkiet.

## Medaljörer
| Guld                       | Silver                 | Brons                  |
| Samuele Ceccarelli Italien | Marcell Jacobs Italien | Henrik Larsson Sverige |

## Rekord
| Innan tävlingens start fanns följande rekord | Innan tävlingens start fanns följande rekord | Innan tävlingens start fanns följande rekord | Innan tävlingens start fanns följande rekord | Innan tävlingens start fanns följande rekord |
| -------------------------------------------- | -------------------------------------------- | -------------------------------------------- | -------------------------------------------- | -------------------------------------------- |
| Världsrekord                                 | Christian Coleman (USA)                      | 6,34                                         | Albuquerque, USA                             | 18 februari 2018                             |
| Europeiskt rekord                            | Marcell Jacobs (ITA)                         | 6,41                                         | Belgrad, Serbien                             | 19 mars 2022                                 |
| Mästerskapsrekord                            | Dwain Chambers (GBR)                         | 6,42                                         | Turin, Italien                               | 7 mars 2009                                  |
| Världsårsbästa                               | Trayvon Bromell (USA)                        | 6,42                                         | Clemson, USA                                 | 10 februari 2023                             |
| Europaårsbästa                               | Reece Prescod (GBR)                          | 6,49                                         | Berlin, Tyskland                             | 10 februari 2023                             |

## Program
Alla tider är lokal tid (UTC+03:00).
| Datum       | Tid   | Omgång      |
| ----------- | ----- | ----------- |
| 4 mars 2023 | 09:20 | Försöksheat |
| 4 mars 2023 | 18:45 | Semifinal   |
| 4 mars 2023 | 20:55 | Final       |

## Resultat

### Försöksheat
De fyra första i varje heat 0Q0 samt de fyra snabbaste tiderna 0q0 kvalificerade sig för semifinalerna.
| Placering | Heat | Namn                      | Nationalitet   | Tid   | Noteringar |
| --------- | ---- | ------------------------- | -------------- | ----- | ---------- |
| 1         | 5    | Marcell Jacobs            | Italien        | 6,57  | 0Q0        |
| 2         | 3    | Raphael Bouju             | Nederländerna  | 6,59  | 0Q0, 0PB0  |
| 3         | 1    | Reece Prescod             | Storbritannien | 6,60  | 0Q0        |
| 4         | 5    | Pascal Mancini            | Schweiz        | 6,61  | 0Q0        |
| 5         | 3    | Samuele Ceccarelli        | Italien        | 6,62  | 0Q0        |
| 6         | 2    | Ján Volko                 | Slovakien      | 6,62  | 0Q0, 0SB0  |
| 6         | 4    | Henrik Larsson            | Sverige        | 6,62  | 0Q0        |
| 8         | 4    | Karl Erik Nazarov         | Estland        | 6,63  | 0Q0, 0SB0  |
| 9         | 2    | Dominik Kopeć             | Polen          | 6,64  | 0Q0        |
| 10        | 4    | Jeremiah Azu              | Storbritannien | 6,66  | 0Q0        |
| 11        | 2    | Markus Fuchs              | Österrike      | 6,66  | 0Q0        |
| 12        | 4    | Robin Ganter              | Tyskland       | 6,67  | 0Q0        |
| 13        | 3    | Kayhan Özer               | Turkiet        | 6,67  | 0Q0        |
| 14        | 1    | Méba Mickaël Zézé         | Frankrike      | 6,68  | 0Q0        |
| 15        | 2    | Israel Olatunde           | Irland         | 6,68  | 0Q0        |
| 16        | 2    | Simon Hansen              | Danmark        | 6,69  | 0q0        |
| 17        | 1    | Jakub Lempach             | Polen          | 6,69  | 0Q0        |
| 17        | 3    | Eugene Amo-Dadzie         | Storbritannien | 6,69  | 0Q0        |
| 19        | 4    | Emre Zafer Barnes         | Turkiet        | 6,70  | 0q0, 0SB0  |
| 20        | 5    | Yannick Wolf              | Tyskland       | 6,71  | 0Q0        |
| 21        | 1    | Carlos Nascimento         | Portugal       | 6,71  | 0Q0        |
| 22        | 4    | Stanislav Kovalenko       | Ukraina        | 6,72  | 0q0        |
| 23        | 2    | Ioannis Nyfantopoulos     | Grekland       | 6,72  | 0q0        |
| 24        | 1    | Joris van Gool            | Nederländerna  | 6,72  |            |
| 25        | 5    | Dominik Illovszky         | Ungern         | 6,73  | 0Q0        |
| 26        | 3    | Kolbeinn Höður Gunnarsson | Island         | 6,73  |            |
| 27        | 5    | Jeff Erius                | Frankrike      | 6,73  |            |
| 28        | 4    | Roberto Rigali            | Italien        | 6,74  |            |
| 29        | 5    | Samuli Samuelsson         | Finland        | 6,75  |            |
| 30        | 5    | Ertan Özkan               | Turkiet        | 6,76  |            |
| 31        | 2    | Daniel Rodríguez          | Spanien        | 6,77  |            |
| 32        | 1    | Zdeněk Stromšík           | Tjeckien       | 6,79  |            |
| 33        | 1    | Francesco Sansovini       | San Marino     | 6,87  |            |
| 34        | 2    | Beppe Grillo              | Malta          | 6,95  |            |
| 35        | 4    | Craig Gill                | Gibraltar      | 7,16  |            |
| 36        | 3    | Enrico Güntert            | Schweiz        | 0DSQ0 |            |
| 37        | 3    | Even Meinseth             | Norge          | 0DNS0 |            |

### Semifinaler
De två första i varje heat 0Q0 samt de två snabbaste tiderna 0q0 kvalificerade sig för finalen.
| Placering | Heat | Namn                  | Nationalitet   | Tid  | Noteringar |
| --------- | ---- | --------------------- | -------------- | ---- | ---------- |
| 1         | 1    | Samuele Ceccarelli    | Italien        | 6,47 | 0Q0, EL    |
| 2         | 3    | Marcell Jacobs        | Italien        | 6,52 | 0Q0, 0SB0  |
| 3         | 1    | Reece Prescod         | Storbritannien | 6,52 | 0Q0        |
| 4         | 2    | Henrik Larsson        | Sverige        | 6,56 | 0Q0, 0=NR0 |
| 5         | 1    | Ján Volko             | Slovakien      | 6,58 | 0q0, 0SB0  |
| 6         | 1    | Dominik Kopeć         | Polen          | 6,59 | 0q0        |
| 7         | 2    | Jeremiah Azu          | Storbritannien | 6,59 | 0Q0        |
| 8         | 3    | Markus Fuchs          | Österrike      | 6,60 | 0Q0, 0PB0  |
| 9         | 2    | Raphael Bouju         | Nederländerna  | 6,61 |            |
| 10        | 2    | Jakub Lempach         | Polen          | 6,62 | 0PB0       |
| 11        | 2    | Karl Erik Nazarov     | Estland        | 6,63 |            |
| 12        | 3    | Pascal Mancini        | Schweiz        | 6,64 |            |
| 13        | 3    | Méba Mickaël Zézé     | Frankrike      | 6,64 |            |
| 14        | 3    | Eugene Amo-Dadzie     | Storbritannien | 6,64 |            |
| 15        | 1    | Simon Hansen          | Danmark        | 6,65 | 0=PB0      |
| 16        | 3    | Kayhan Özer           | Turkiet        | 6,67 |            |
| 17        | 1    | Robin Ganter          | Tyskland       | 6,68 |            |
| 18        | 1    | Israel Olatunde       | Irland         | 6,69 |            |
| 19        | 2    | Yannick Wolf          | Tyskland       | 6,70 |            |
| 20        | 3    | Carlos Nascimento     | Portugal       | 6,71 |            |
| 21        | 3    | Ioannis Nyfantopoulos | Grekland       | 6,71 | 0PB0       |
| 22        | 2    | Stanislav Kovalenko   | Ukraina        | 6,72 |            |
| 23        | 2    | Dominik Illovszky     | Ungern         | 6,77 |            |
| 24        | 1    | Emre Zafer Barnes     | Turkiet        | 7,02 |            |

### Final
Finalen startade klockan 20:55.
| Placering | Bana | Namn               | Nationalitet   | Tid  | Noteringar |
| --------- | ---- | ------------------ | -------------- | ---- | ---------- |
| 1         | 3    | Samuele Ceccarelli | Italien        | 6,48 |            |
| 2         | 6    | Marcell Jacobs     | Italien        | 6,50 | 0SB0       |
| 3         | 5    | Henrik Larsson     | Sverige        | 6,53 | 0NR0       |
| 4         | 1    | Dominik Kopeć      | Polen          | 6,53 | 0PB0       |
| 5         | 2    | Ján Volko          | Slovakien      | 6,57 | 0SB0       |
| 6         | 7    | Jeremiah Azu       | Storbritannien | 6,58 |            |
| 7         | 8    | Markus Fuchs       | Österrike      | 6,59 | 0PB0       |
| 8         | 4    | Reece Prescod      | Storbritannien | 6,64 |            |